# Ariane Sommer
Ariane Sommer (* 9. marzo de 1977 en Bonn ) es una autora, columnista, presentadora y modelo de origen alemán. Se dio a conocer a principios de la década de 2000 a través de reportajes en los medios de comunicación sensacionalistas en los que a menudo se referían a ella como una "it girl".

## Vida
Hija de un diplomático alemán, Ariane Sommer creció en varios lugares, como Nueva Delhi, Sierra Leona, París, Madrid y Miami. Completó su Abitur en el internado de Salem y luego se trasladó a Berlín para estudiar Ciencias Políticas en la FU de Berlín.

### Vida pública
En el año 2000, su libro Die Benimm-Bibel (La Biblia de la Etiqueta) fue publicado por Argon Verlag y está disponible desde 2001. En 2009, la colección de cuentos Foreign Affairs fue publicada por weissbooks.w. Junto con Roman Libbertz, publicó la novela erótica "Lieben Lassen" con el editorial ars vivendi en septiembre de 2015.
Trabajó como columnista en Alemania (columnas regulares 2000-2002 en Playboy, 2001-2002 en Max, columnas invitadas puntuales y colaboraciones en InStyle, Bunte, Cosmopolitan, Emma, emotion, Bild, Die Zeit, FAZ, así como en Revue y BILD.de). La publicación chino-británica China Ethos publica desde 2008 una columna suya sobre cultura, sociedad y etiqueta con el título "La hija del diplomático". Sommer escribe una columna semanal para Gala desde abril de 2011. En abril de 2007, Sommer apareció en la portada de la revista Maxim y en febrero de 2008 en un reportaje fotográfico para la revista GQ.
Ariane Sommer es vegetariana desde 2008 y "lo más vegana posible" desde 2009[cita requerida]. En otoño de 2008, hizo una campaña desnuda contra el uso de pieles para la organización de defensa de los animales PETA[cita requerida]. Desde noviembre de 2014, Ariane Sommer escribe sobre la vida vegana en su columna "Comer plantas" para Die Tageszeitung.

### Teatro
A partir del año 2000, asumió papeles extra en series de televisión y papeles secundarios en películas como Agnes und seine Brüder, de Oskar Roehler (aquí en una escena de multitud como uno de los personajes del cerebro).
En 2002 se trasladó a Londres, donde estudió interpretación en el Actors Center. En 2005, se trasladó a Los Ángeles. En 2007, Sommer participó en la producción de Sony Pictures Kings of South Beach en un papel extra (Girl at the Bar).

### Moderación
En Alemania, presentó los programas de televisión Top of the Pops (copresentadora, RTL, 2001), Lebensart (n-tv, 2001) y Die Supergärtner (ProSieben, 2005), entre otros.

### Vida privada
Sommer trabaja como modelo desde los 13 años. Ha aparecido en varios catálogos y ha aparecido en campañas publicitarias en prensa y televisión para Deutsche Telekom y Volkswagen. También ha aparecido en las portadas de varias revistas. En 2008, Sommer fue elegida una de las 101 mujeres más bellas del mundo por los lectores de la revista Maxim. En su página web, se describe como autora, columnista y personalidad de los medios de comunicación. Su tío es el periodista Theo Sommer.

## Libros publicados
- La Biblia del Comportamiento: Lo último para la gente moderna. Argon, Berlín 2001, ISBN 978-3-870245-46-7 (rústica: Fischer, Frankfurt am Main 2002, ISBN 978-3596156-50-4 ).
- Relaciones Exteriores. Colección de cuentos, weissbooks.w, weissbooks 2009, ISBN 978-3-940888-45-7 .
- Déjate amar (con Roman Libbertz). Romano, ars vivendi 2015, ISBN 978-3-869135-75-5 .

## Filmografía
- 2001: Das Baby-Komplott
- 2002: Der Duft des Geldes
- 2004: Agnes und seine Brüder
- 2007: Kings of South Beach
- 2009: Iron Cross
- 2012: Tim Sander goes to Hollywood

### Apariciones en televisión
- 2000: Gute Zeiten, schlechte Zeiten
- 2002: Streit um drei
- 2003: Die Rosenheim-Cops
- 2011: El as de PokerStars.de